# Kropp–själ-problemet

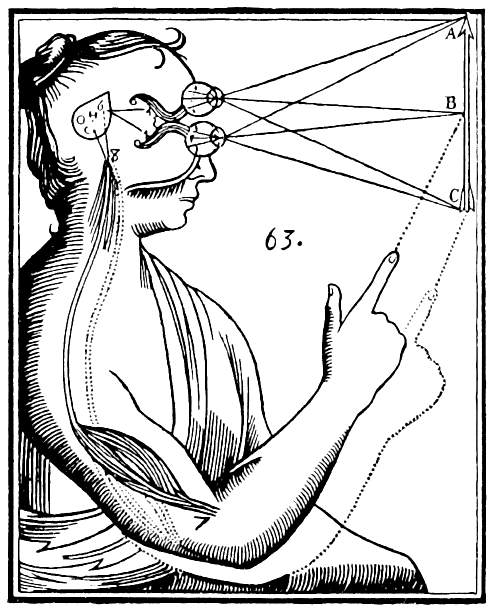
René Descartes illustration av kroppslig–själslig dualism. Indata passerar genom sinnesorganen till tallkottkörteln in i hjärnan och därifrån till den immateriella själen.

Kropp–själ-problemet rör förklaringen av förhållandet mellan medvetandet, eller mentala processer, och kroppsliga tillstånd eller processer. Ett av filosofernas mål är att förklara hur ett påstått icke-materiellt medvetande kan påverka en materiell kropp och vice versa.
Våra sinnliga erfarenheter beror på stimuli som träffar våra olika sinnesorgan från den yttre världen; dessa stimuli orsakar förändringar i våra mentala tillstånd, vilket i slutändan får oss att uppleva en så kallad sensation, vilken kan vara behaglig eller obehaglig. En persons vilja att äta en pizza tenderar exempelvis att få den personen att röra sin kropp på ett speciellt sätt och i en speciell riktning för att få tillgång till det åtrådda objektet. Frågan är då hur det kan vara möjligt för medvetna erfarenheter att uppstå ur en klump grå materia bestående endast av elektrokemiska egenskaper. Ett närbeläget problem är hur man ska förklara hur någons propositionella attityder (det vill säga trosuppfattningar och viljeattityder) kan få den personens neuroner att sätta igång och muskler att dra ihop sig på exakt rätt sätt. Dessa är en del av frågetecknen som kunskapsteoretiker och medvetandefilosofer har sysselsatt sig med sedan åtminstone René Descartes.